# Blue Eyes Crying in the Rain
Cet article possède un paronyme, voir Blue Eye.
Blue Eyes Crying in the Rain est une chanson écrite par l'auteur-compositeur et éditeur de country américain Fred Rose en 1945 et originellement enregistrée par le chanteur Roy Acuff.
La chanson a été reprise par de nombreux artistes, parmi lesquels Hank Williams, Charley Pride, Gene Vincent, Elvis Presley, Willie Nelson, Shania Twain, Olivia Newton-John, Waylon Jennings, Sheryl Crow, Oesch's Die Dittren et Vince Gill.

## Version de Willie Nelson
Singles de Willie Nelson
Sister's Coming Home
(1974) Fire and Rain
(1976)
Clip vidéo
[vidéo] « Blue Eyes Crying In The Rain », sur YouTube
Le chanteur de country américain Willie Nelson a repris cette chanson sur son album Red Headed Stranger paru sous le label Columbia Records en mai 1975.
Publiée en single en juillet de la même année, sa version a atteint la 21e place du Hot 100 du magazine musical américain Billboard, passant en tout 18 semaines dans le chart.
En 2004, Rolling Stone a classé cette chanson, dans la version de Willie Nelson, 302e sur la liste des « 500 plus grandes chansons de tous les temps ». (En 2010, le magazine rock américain a mis à jour sa liste, maintenant la chanson est 309e.)

### Enregistrement
L'enregistrement de Willie Nelson a été produit par lui-même.